# 相棒タッグ
相棒タッグ（あいぼうタッグ）は、プロレスラーのタッグチーム。

## 歴史
- 2005年、日高郁人と藤田ミノルが相棒タッグ（あいぼうタッグ）を結成。
- 2008年、解散。
- 同年、日高が澤宗紀とのタッグで再び結成。
- 2011年11月9日、澤の引退により解散。
- 2013年、日高がフジタ"Jr"ハヤトと新相棒タッグ（しんあいぼうタッグ）を結成。
- 2015年、日高と藤田が再結成。

## タイトル歴
プロレスリングZERO1
- NWAインターコンチネンタルタッグ王座（第14代：日高郁人&藤田ミノル）
- NWAインターナショナルライトタッグ王座（第5代：日高郁人&藤田ミノル→第8代：日高郁人&澤宗紀→第20代：日高郁人&フジタ"Jr"ハヤト）

みちのくプロレス
- 東北タッグ王座（第23代、第28代：日高郁人&藤田ミノル）